# Cristallo ionico

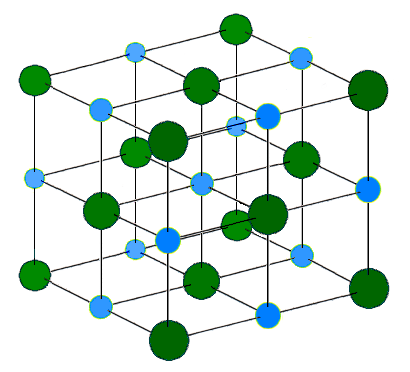
Struttura cristallina del cloruro di sodio (salgemma)

Un cristallo ionico è un cristallo formato da ioni legati insieme da attrazioni elettrostatiche di tipo coulombiane. Esempi di tali tipi di cristalli sono costituiti dagli alogenuri dei metalli alcalini come il cloruro di sodio (NaCl), che forma una struttura cubica compatta con numero di coordinazione  6:6. Un cristallo ionico è necessariamente formato da una tipica successione alternata di cationi e anioni ciascuni presenti in quantità tale che sia assicurata l'elettroneutralità globale. L'energia reticolare dei cristalli ionici viene definita comunemente definita energia di Madelung, in quanto si costruisce generalizzando il modello di potenziale ionico, che descrive il legame ionico, introducendo la costante di Madelung.
Questo genere di cristalli, essendo gli ioni localizzati in posizioni fisse all'interno del reticolo, non è in grado di condurre la corrente elettrica. Diventano invece conduttori allo stato fuso e in soluzione, essendo gli ioni liberi di muoversi. Sono altresì caratterizzati da una certa fragilità legata allo scorrimento dei piani cristallini. Hanno elevato punto di fusione, il che rende conto dell'entità della forza dei legami implicati.